# International Race of Champions 1978/1979
International Race of Champions 1978/1979 (IROC VI) kördes över enbart två omgångar, efter att alla serier haft egna kvaltävlingar. Mario Andretti tog hand om titeln, och blev den enda föraren att vinna formel 1-VM och IROC samtidigt.

## Delsegrare
| Datum      | Bana      | Vinnare        |
| ---------- | --------- | -------------- |
| 15 oktober | Riverside | Mario Andretti |
| 17 mars    | Atlanta   | Neil Bonnett   |

## Slutställning
| Plats | Förare             | Dollar |
| ----- | ------------------ | ------ |
| 1     | Mario Andretti     | 75000  |
| 2     | Neil Bonnett       | 28500  |
| 3     | Cale Yarborough    | 28500  |
| 4     | Bobby Allison      | 21000  |
| 5     | Alan Jones         | 20000  |
| 6     | Gordon Johncock    | 19000  |
| 7     | Tom Sneva          | 18000  |
| 8     | Emerson Fittipaldi | 17000  |
| 9     | Peter Gregg        | 16000  |
| 10    | Donnie Allison     | 15000  |
| 11    | Al Unser           | 15000  |
| 12    | A.J. Foyt          | -      |